# Elephantisz
Elephantisz (1. század) görög költőnő.
Tiberius római császár uralkodása alatt élt, pajzán tartalmú versikéiről volt ismert. Galénosz szerint írt egy „Peri koszmétikón” , továbbá Figurae Veneris ( Venus testhelyzetei) szexuális tanácsadó című munkát is. Egyes kutatók a Szuda-lexikonban említett Elephantisszal azonosítják.